# Гума (патологія)
Гу́ма (лат. gumma, від gummi, що означає «камедь»; англ. gumma, syphilis gummosa) — форма гранульоми, яка зустрічається при пізній (третинній) стадії сифілісу через 3-12, а іноді й 20 років після первинної стадії хвороби. Зустрічається рідко у розвинених країнах, тоді як достатньо часто трапляється в регіонах, де не вистачає адекватного медичного лікування.

## Розташування в організмі
Являє собою каучукоподібні, окреслені вузлики запальної тканини, що утворилися через реакції гіперчутливості уповільненого типу за наявності Treponema pallidum у тканинах. Найчастіше зустрічаються в печінці, але також можуть розвинутися в мозку, серці, шкірі, кістках, яєчках та інших тканинах, що призводить до різноманітних патологічних проблем, включаючи неврологічні (спинна сухотка) та психічні розлади (прогресивний параліч), дефекти серцевих клапанів тощо. Гуми зазвичай асиметричні та часто згруповані. Вони повільно прогресуючі, при пальпації занурюються в нижні шари. Атрофічний рубець, що утворюється, відокремлений від здорової шкіри гіперпігментованою стрічкою. Шкірні гуми можуть нагадувати інші хронічні гранульоматозні виразкові ураження, як при туберкульозі, саркоїдозі, проказі та глибоких грибкових інфекціях. Точна гістологічна діагностика може в такий ситуації виявитися важкою. Тим не менше, сифілітичні гуми є єдиними такими ураженнями, які різко позитивно реагують на терапію пеніциліном.

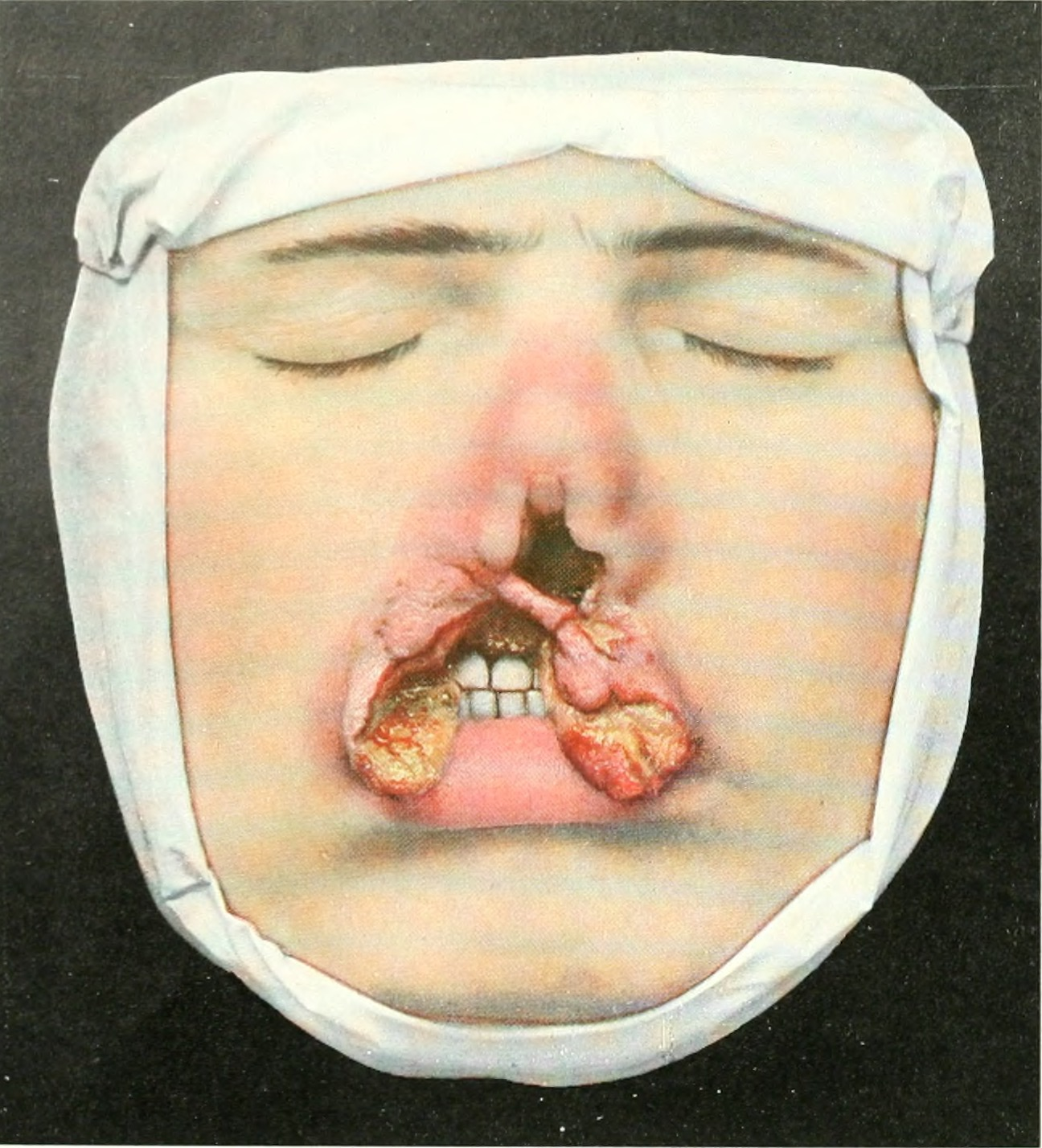
Муляж гуми носу із ураженням твердого піднебіння

## Патоморфологія
Ураження складається з центрально розташованого коагуляційного некрозу («гумозний стрижень»), оточеного інфільтратом, який містить лімфоцити, макрофаги, епітеліоїдні та багатоядерні гігантські клітини, фібробласти та плазматичні клітини. Навколо кровоносних судин також розташовані лімфоцити і плазматичні клітини. Інфільтрат капсулізується за рахунок проліферації сполучної тканини. Гума сильно васкуляризована. На цьому етапі вона може виразкуватися. Зцілення виразкових уражень відбувається з утворенням великих рубців, відомих як «паперові шрами». Гуми можуть спричинити значні пошкодження тканини, виразні косметичні дефекти. Характерним є відпадіння сідловини носа з утворенням незакритого отвору.

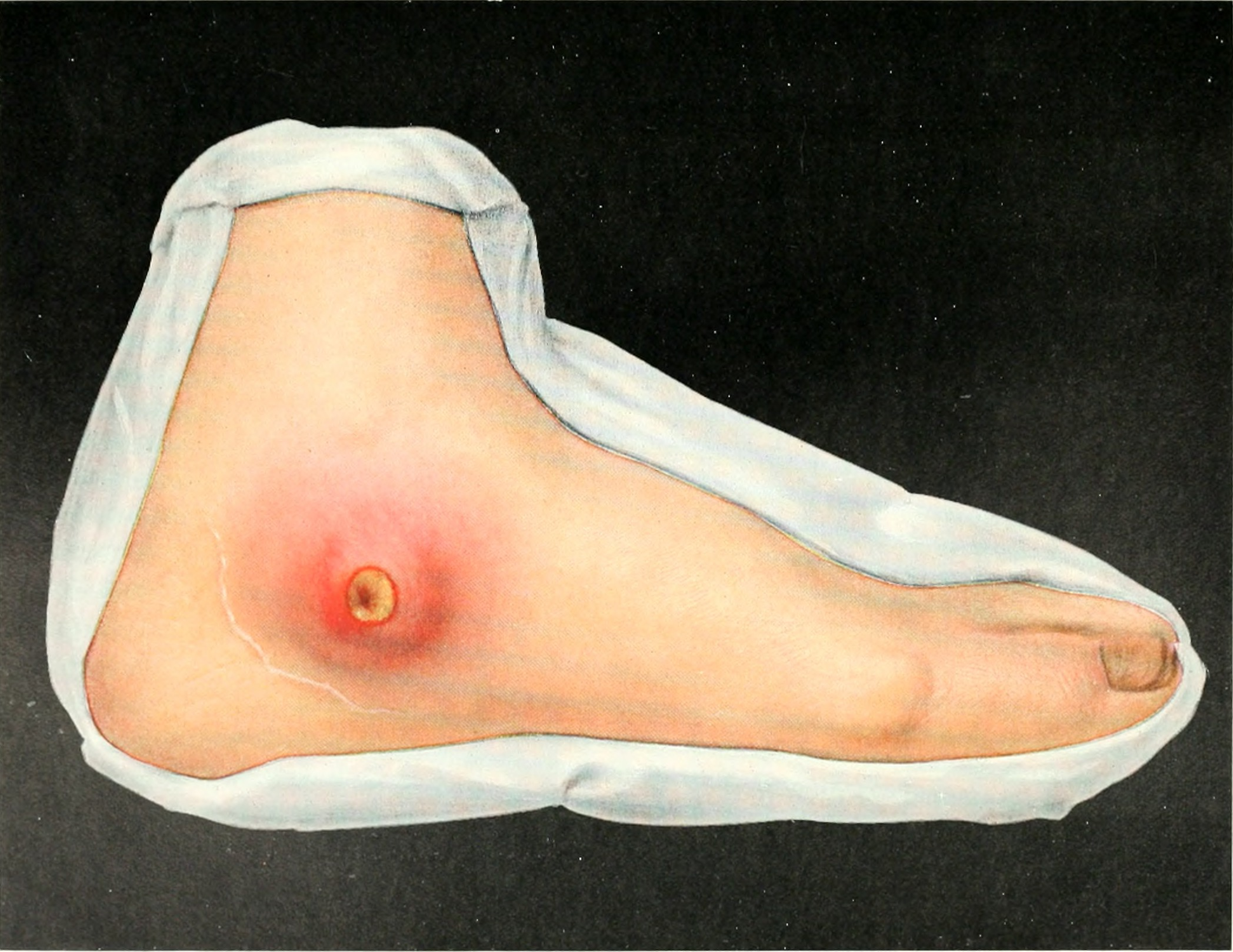
Гума на лівій нозі

## Гумозне ураження центральної нервової системи
Гумозний нейросифіліс складав 0,2 % випадків у допеніцилінову еру. Таке ураження може часто маніфестуватися у ВІЛ-інфікованих осіб. Вважається, що церебральна гума виникає з м'якої мозкової оболони. Розміри гум коливаються від мікроскопічних до декількох сантиметрів у діаметрі; вони можуть бути поодинокими або множинними різноманітної форми. Магнітно-резонансна томографія з контрастуванням показує гіперваскулярну периферію ураження, що оточує аваскулярний некротичний центр. Симптоми ураження гумами мозку включають деменцію, сенсорну атаксію, арефлексію, парестезії, слухові аномалії та зіничний симптом Аргайлла-Робертсона, коли зіниці нормально розширюються при розгляданні предметів поблизу, проте не реагують на яскраве світло.

## Ураження інших органів
Гума може також утворюватися в підшкірній клітковині (лат. gumma subcutaneum, syphilis nodosa profunda), у вісцеральних органах: гортані, паренхімі легень, шлунково-кишковому тракті та кістках.
При розташуванні гуми на шкірі гумозний сифілід з'являється як не спаяний зі шкірою, рухливий, щільний, безболісний. Потім він збільшується, спаюється з навколишньою підшкірною клітковиною і шкірою, нагадуючи пухлину. Шкіра над нею стає червоною, темно-червоною, а в центрі — синюшною. Центральна частина потоншується, при пальпації можна виявити флуктуацію в центрі й зберігається щільність по периферії. Гумозна виразка округлих обрисів, глибока, з щільними краями.
Гума шлунка може нагадувати за клінічним перебігом карциному цього органа. Гуми печінки були колись найпоширенішою формою вісцерального сифілісу і часто виявлялися як поєднання гепатоспленомегалії (збільшення печінки та селезінки) та анемії, іноді при цьому розвивалася гарячка та жовтяниця. Ураження кісткової системи відбувається у довгих кістках, черепі та ключицях. Характерним симптомом є нічний біль у кістках. Рентгенологічні прояви включають періостит, остеоліз або склеротичний руйнівний остеїт. Гума може спричинити безболісний набряк яєчок, що може імітувати пухлину.